# Jodok Friedrich Wilhelm
Jodok Friedrich Wilhelm (* 20. Januar 1797 in Bezau/Vorarlberg; † 5. November 1843 in Stetten) war ein Stuckateur und Bildhauer, betätigte sich aber auch als Restaurator, Vergolder und Fassmaler. Als letzter Vertreter der Vorarlberger Kunstschule und des Klassizismus in seiner letzten Phase gestaltete er viele Altäre und weitere Ausstattungsstücke von Kirchen im süddeutschen Raum.

## Leben
Jodok Wilhelm war das erste Kind der Eheleute Johann Konrad Wilhelm (1760–1837) und Anna Wilhelm, geborene Metzler. Über seine Ausbildung ist nichts bekannt. Er wanderte im 19. Jahrhundert nach Stetten bei Lörrach aus und heiratete dort im Jahr 1826. Das genaue Jahr, in dem er auswanderte, ist nicht bekannt; jedoch ist ein Verkauf einer Kanzel von 1822 aus der früheren Kirche in Nuglar-St. Pantaleon bekannt.
Der Stil seiner Arbeiten ist mit der Chorausstattung des Konstanzer Münsters und der Domkirche in St. Blasien von d’Ixnard zu vergleichen. Seine Arbeiten des auslaufenden Klassizismus sind vergleichsweise nüchtern und können auch dem Biedermeierstil zugeordnet werden, der in der späteren Phase seines Schaffens auch Anklänge an den Hellenismus fand.
Sein Enkel ist der Denkmalpfleger Julius Wilhelm.

## Werke (Auswahl)

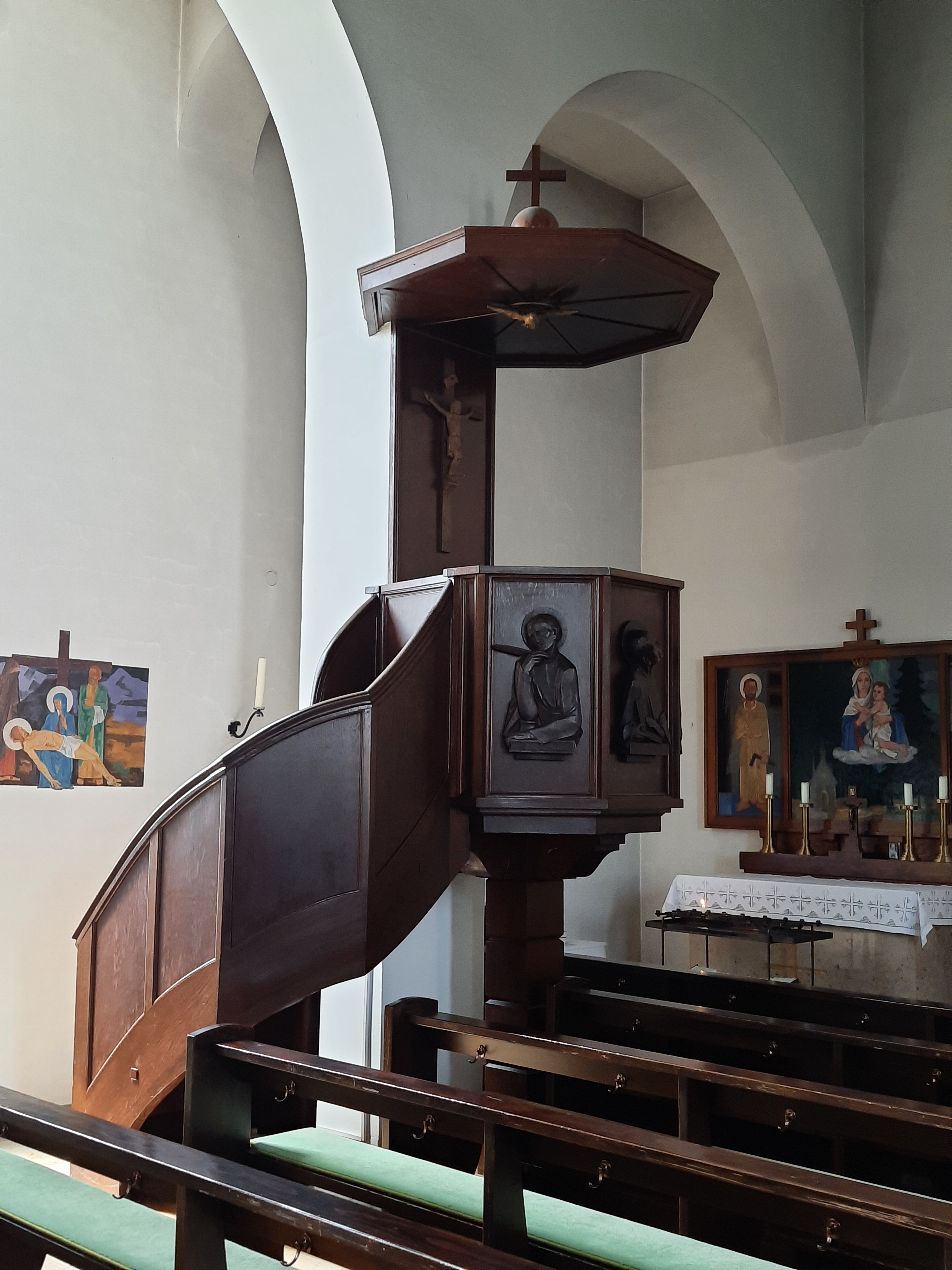
Jodok Friedrich Wilhelm: Kanzel in Nollingen von 1835

- Pfarrkirche Sankt Pantaleon (1824), Kanzel
- St. Fridolin (Lörrach), Stuckarbeiten und Ausstattung
- St. Gallus (Rheinfelden-Eichsel) (1827), Seitenaltäre
- St. Gallus (Rheinfelden-Warmbach) (1835), Altäre
- St. Felix und Regula (Rheinfelden-Nollingen) (1835), Kanzel
- Altäre in der Kath. Pfarrkirche St. Bartholomä in Görwihl, (1838–1839), (nicht erhalten)